# Pot Black 1977
Der Pot Black 1977 war ein Snooker-Einladungsturnier im Rahmen der Saison 1976/77. Das Turnier wurde etwa im Januar 1977 in den Pebble Mill Studios im englischen Birmingham ausgetragen und später im Fernsehen gezeigt. Sieger wurde Erstteilnehmer Perrie Mans aus Südafrika mit einem Finalsieg über Doug Mountjoy. Angaben über das höchste Break und das Preisgeld fehlen.

## Turnierverlauf
Erstmals nahmen zwölf Spieler am Turnier teil. Dies erforderte erneut eine Änderung des Turniermodus: die zwölf Spieler wurden in vier Gruppen aufgeteilt, in denen jeweils ein einfaches Rundenturnier ausgetragen wurde. Jeder Gruppensieger rückte ins Halbfinale vor, ab dem das Turnier im K.-o.-System mitsamt einem Spiel um den dritten Platz entschieden wurde. Jede Partie wurde vom englischen Schiedsrichter Sydney Lee geleitet und ging über einen Frame.

### Gruppenphase

#### Gruppe 1
| Pos. | Spieler     | Partien | S | N | Frames |
| ---- | ----------- | ------- | - | - | ------ |
| 1    | Perrie Mans | 2       | 2 | 0 | 2:0    |
| 2    | Fred Davis  | 2       | 1 | 1 | 1:1    |
| 3    | Ray Reardon | 2       | 0 | 2 | 0:2    |

| Spiel | Spieler 1   | Ergebnis | Spieler 2   |
| ----- | ----------- | -------- | ----------- |
| 1     | Fred Davis  | 01:01    | Ray Reardon |
| 2     | Perrie Mans | 01:01    | Fred Davis  |
| 3     | Perrie Mans | 01:01    | Ray Reardon |

#### Gruppe 2
| Pos. | Spieler       | Partien | S | N | Frames |
| ---- | ------------- | ------- | - | - | ------ |
| 1    | Willie Thorne | 2       | 2 | 0 | 2:0    |
| 2    | Graham Miles  | 2       | 1 | 1 | 1:1    |
| 3    | Dennis Taylor | 2       | 0 | 2 | 0:2    |

| Spiel | Spieler 1     | Ergebnis | Spieler 2     |
| ----- | ------------- | -------- | ------------- |
| 1     | Graham Miles  | 01:01    | Dennis Taylor |
| 2     | Willie Thorne | 01:01    | Graham Miles  |
| 3     | Willie Thorne | 01:01    | Dennis Taylor |

#### Gruppe 3
| Pos. | Spieler       | Partien | S | N | Frames |
| ---- | ------------- | ------- | - | - | ------ |
| 1    | Doug Mountjoy | 2       | 2 | 0 | 2:0    |
| 2    | John Pulman   | 2       | 1 | 1 | 1:1    |
| 3    | John Spencer  | 2       | 0 | 2 | 0:2    |

| Spiel | Spieler 1     | Ergebnis | Spieler 2    |
| ----- | ------------- | -------- | ------------ |
| 1     | Doug Mountjoy | 01:01    | John Pulman  |
| 2     | Doug Mountjoy | 01:01    | John Spencer |
| 3     | John Pulman   | 01:01    | John Spencer |

#### Gruppe 4
| Pos. | Spieler        | Partien | S | N | Frames |
| ---- | -------------- | ------- | - | - | ------ |
| 1    | Cliff Thorburn | 2       | 2 | 0 | 2:0    |
| 2    | Eddie Charlton | 2       | 1 | 1 | 1:1    |
| 3    | Rex Williams   | 2       | 0 | 2 | 0:2    |

| Spiel | Spieler 1      | Ergebnis | Spieler 2      |
| ----- | -------------- | -------- | -------------- |
| 1     | Eddie Charlton | 01:01    | Rex Williams   |
| 2     | Cliff Thorburn | 01:01    | Rex Williams   |
| 3     | Cliff Thorburn | 01:01    | Eddie Charlton |

### Endrunde
|  | Halbfinale 1 Frame       | Halbfinale 1 Frame |                |   | Finale 1 Frame | Finale 1 Frame |
|  |                          |                    |                |   |                |                |
|  | Perrie Mans              | 1                  |                |   |                |                |
|  | Willie Thorne            | 0                  |                |   |                |                |
|  |                          |                    |                |   |                |                |
|  |                          |                    |                |   |                |                |
|  | Perrie Mans              | 1                  |                |   |                |                |
|  |                          | Doug Mountjoy      | 0              |   |                |                |
|  |                          |                    |                |   |                |                |
|  | Spiel um Platz 3 1 Frame |                    |                |   |                |                |
|  |                          |                    | Willie Thorne  | 0 |                |                |
|  | Doug Mountjoy            | 1                  | Cliff Thorburn | 1 |                |                |
|  | Cliff Thorburn           | 0                  |                |   |                |                |

#### Finale
Nachdem sämtliche langjährige Teilnehmer in der Gruppenphase und zwei Spieler, die zum zweiten Mal am Pot Black teilnahmen, im Halbfinale ausgeschieden waren, standen im Endspiel zwei Spieler, die das Finale des Pot Blacks gleich bei ihrer ersten Turnierteilnahme erreicht hatten. Der Südafrikaner Perrie Mans behielt gegenüber Doug Mountjoy aus Wales die Oberhand im Spiel und gewann den Titel.
| Finale: Best of 1 Frames Schiedsrichter/in: Sydney Lee Pebble Mill Studios, Birmingham, England, Januar 1977 |                |               |
| Perrie Mans                                                                                                  | 1:0            | Doug Mountjoy |
| 90:21 |                |               |
| – | Höchstes Break | –             |
| – | Century-Breaks | –             |
| – | 50+-Breaks     | –             |